# 콜로라도 래피즈
콜로라도 래피즈(Colorado Rapids)는 메이저 리그 사커에 소속된 미국의 프로축구단으로 콜로라도주 덴버를 연고지로 하고 있다. 홈구장은 딕스 스포팅 구스 파크 축구전용경기장이며 콜로라도주 커머스시티에 위치해 있다.

## 역사
1995년도에 창립되었으며 메이저 리그 사커의 원년팀이다. 리그 우승 경험은 2010년 한 번뿐이다. 1997년 MLS 컵 결승전에 진출했으나 패배했고, 1999년 U.S. 오픈 컵 결승전에 진출했으나 역시 패하였다. 2010년에는 콜럼버스 크루, 새너제이 어스퀘이크스, FC 댈러스를 연달아 물리치며 우승을 차지하였다.

## 우승 기록
- MLS컵 (1회) : 2010

## 선수단

### 현재 소속 선수 명단
참고: FIFA 자격 규정에 따라 소속된 국가대표팀 국기를 표시합니다. 선수는 복수의 FIFA 비회원국 국적을 가지고 있을 수 있습니다.
| 번호 | 포지션 | 국적 | 이름               |
| ---- | ------ | ---- | ------------------ |
| 9    | FW     |      | 라파엘 나바로      |
| 31   | GK     |      | 애덤 제임스 뷔드리 |

| 번호 | 포지션 | 국적 | 이름          |
| ---- | ------ | ---- | ------------- |
| 99   | DF     |      | 잭슨 트래비스 |

## 홈경기장
| 경기장                        | 사용기간      | 장소                   | 팀명            | 비고                  |
| ----------------------------- | ------------- | ---------------------- | --------------- | --------------------- |
| 마일 하이 스타디움            | 1996년~2001년 | 콜로라도주 덴버        | 콜로라도 래피즈 | 빈칸                  |
| 인베스코 필드 엣 마일 하이    | 2002년~2006년 | 콜로라도주 덴버        | 콜로라도 래피즈 | 빈칸                  |
| 딕스 스포팅 구스 파크         | 2007년~현재   | 콜로라도주 커머스 시티 | 콜로라도 래피즈 | 빈칸                  |
| 노스 아레나 애슬레틱 컴플렉스 | 2007년~현재   | 콜로라도주 아르바다    | 콜로라도 래피즈 | US 오픈컵때 사용했다. |

## 유나이티드 사커 리그제휴팀
- 샬럿 인디펜던스 (샬럿, 노스캐롤라이나)